# Albert Abbe
Albert Abbe, född 10 juni 1889 i Helsingborg, död 7 februari 1966 i Glumslöv, Skåne, var en svensk konstnär. Han var medlem av konstnärsgruppen de tolv.

## Biografi
Albert Abbe var först yrkesmålare och studerade vid Tekniska Skolan i Helsingborg. Därefter utbildade han sig vid Caleb Althins målarskola i Stockholm. Han studerade i Paris på Académie Colarossi för André Lhote, i Berlin 1909 och i Paris 1910 och var en tidig representanterna för modernismen i Skåne. 
Efter en mera experimenterande ungdomsperiod övergick han till ett naturalistiskt måleri med bred penselföring och hög kolorit, i vilket inflytandet från den internationella expressionismen var tydligt. Han har målat en mängd motiv från trakten av Glumslöv i Skåne, gärna med figurstaffage.
Abbes tidigare produktion från 1910-talet, inspirerade av expressionism och kubism, är idag generellt sett mer eftertraktade än verk från hans senare år, där han ägnat sig åt mer traditionellt landskapsmåleri, främst från Skåne.
Abbe är representerad på Moderna Museet i Stockholm, Malmö konstmuseum, Prins Eugens Waldemarsudde, Helsingborgs och Landskronas museer.